# O'Neill (Nebraska)
O'Neill je grad u američkoj saveznoj državi Nebraska. Prema popisu stanovništva iz 2010. u njemu je živjelo 3,705 stanovnika.